# Merchants' National Bank
La Merchants' National Bank è un edificio storico situato a Grinnell, in Iowa. Parte di una serie di piccole banche (Jewel boxes) progettate da Louis Sullivan nel Midwest tra il 1909 e il 1919, nel 1976 è stato dichiarato monumento storico nazionale per il pregio architettonico, mentre nel 1991 è stato dichiarato proprietà contributiva nel Grinnell Historic Commercial District.

## Storia e descrizione
La Merchants' National Bank fu costruita nel 1914 e inaugurata il primo gennaio del 1915, insieme alla Purdue State Bank in Indiana, anch'essa progettata da Sullivan. Strutturalmente, l'edificio ha una forma rettangolare con un'imponente facciata principale e una facciata laterale con ampie finestre.
Sebbene questo edificio sia più piccolo delle altre banche di Owatonna e Cedar Rapids (anch'esse progettate da Sullivan), appare altrettanto monumentale. Ciò è dovuto in gran parte alla cartuccia sovradimensionata che circonda una finestra circolare sulla facciata lungo Fourth Street. La luce illumina gli interni passando da una serie di finestre di vetro colorato che si alternano con i pilastri strutturali lungo il lato dell'edificio, nonché attraverso il lucernario di vetro colorato che costituisce gran parte del soffitto.

## Galleria d'immagini

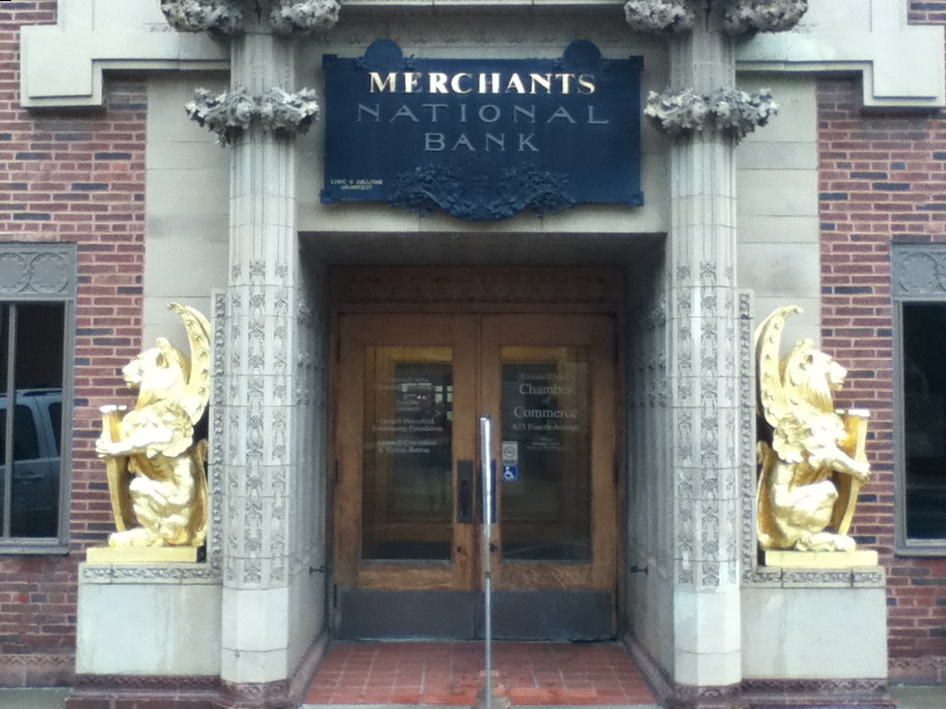
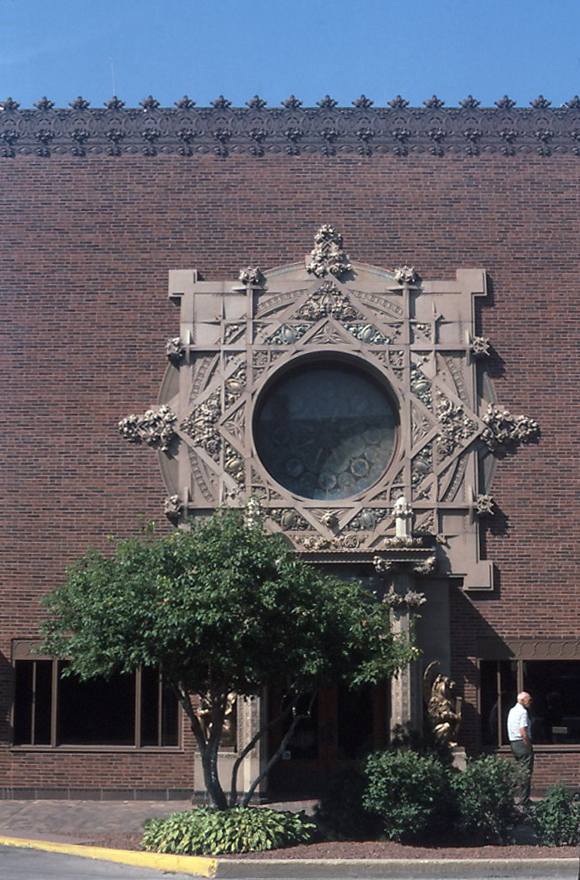
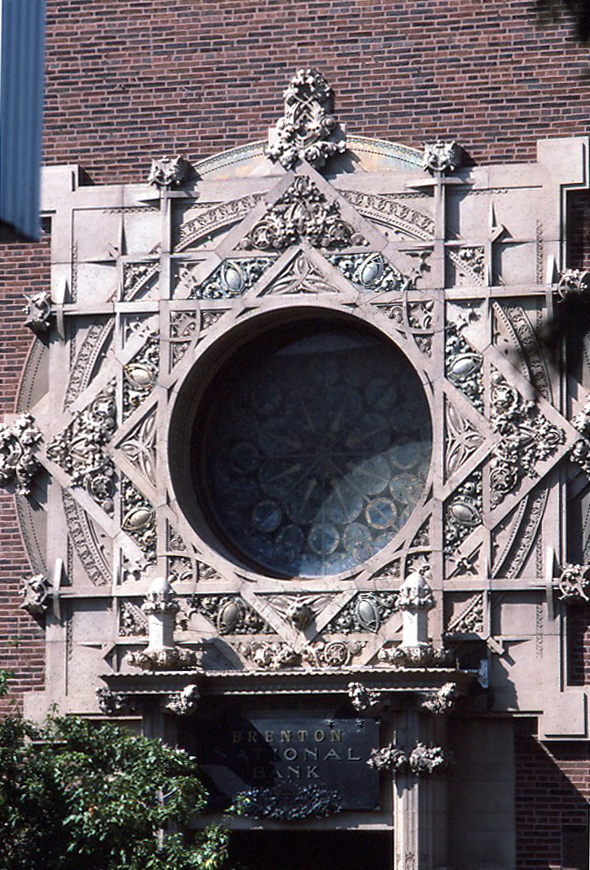
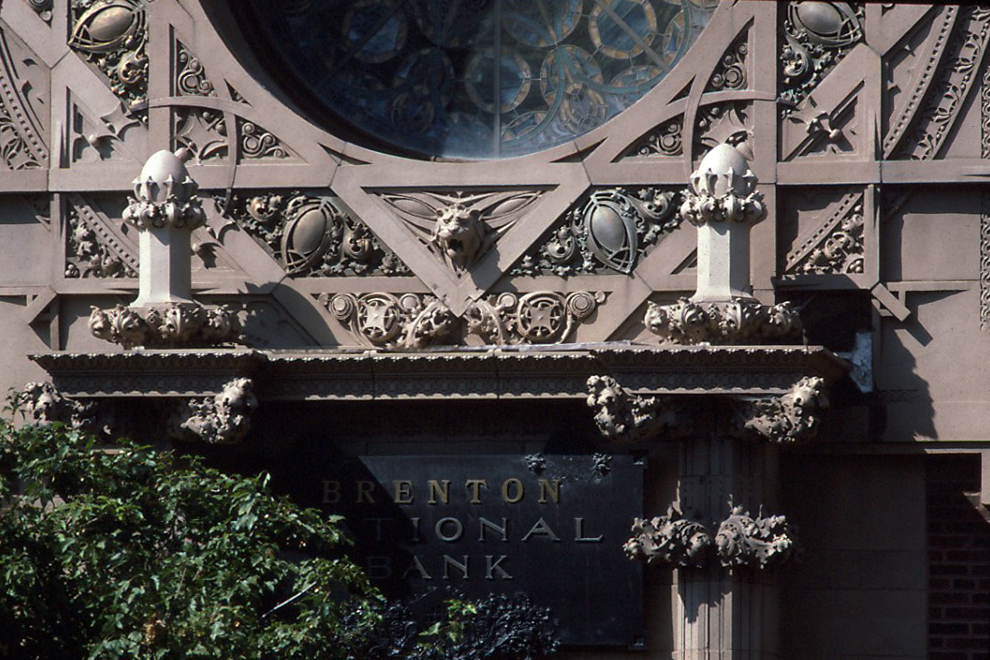
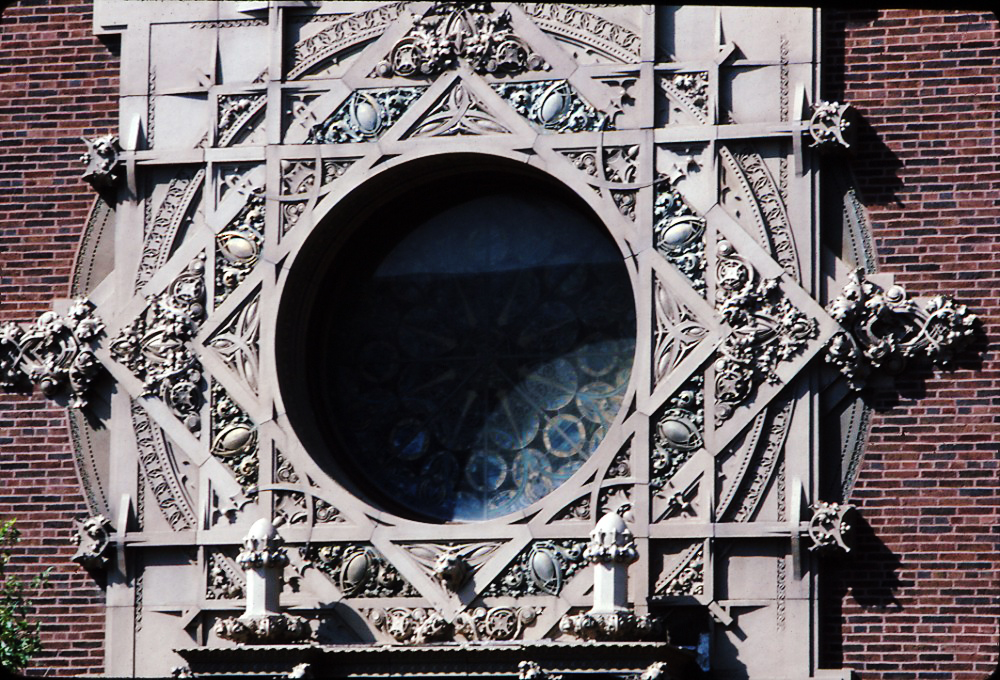
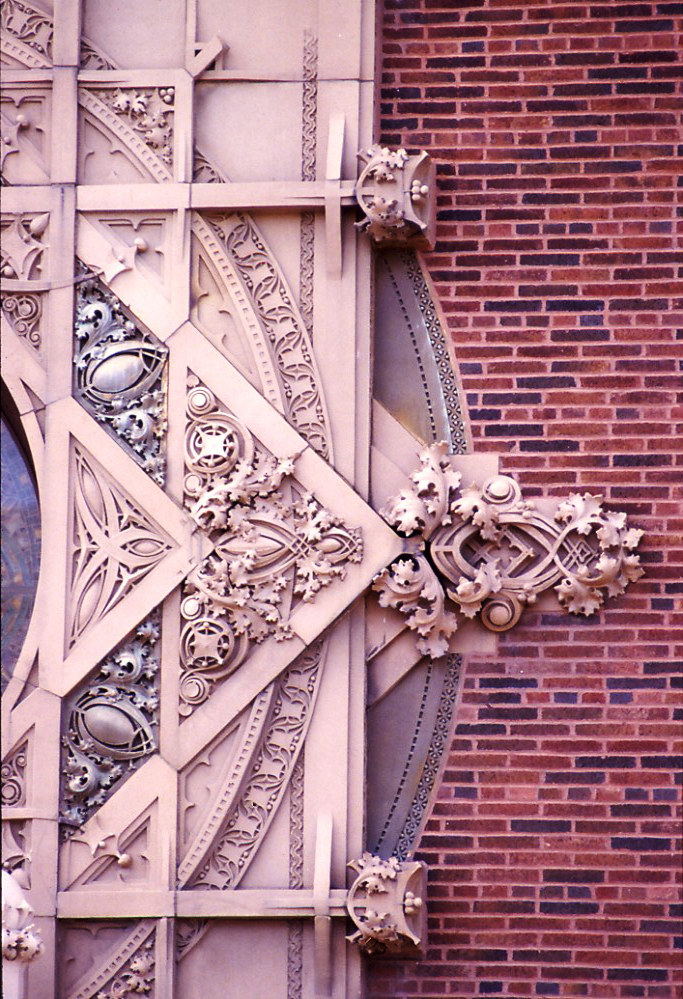
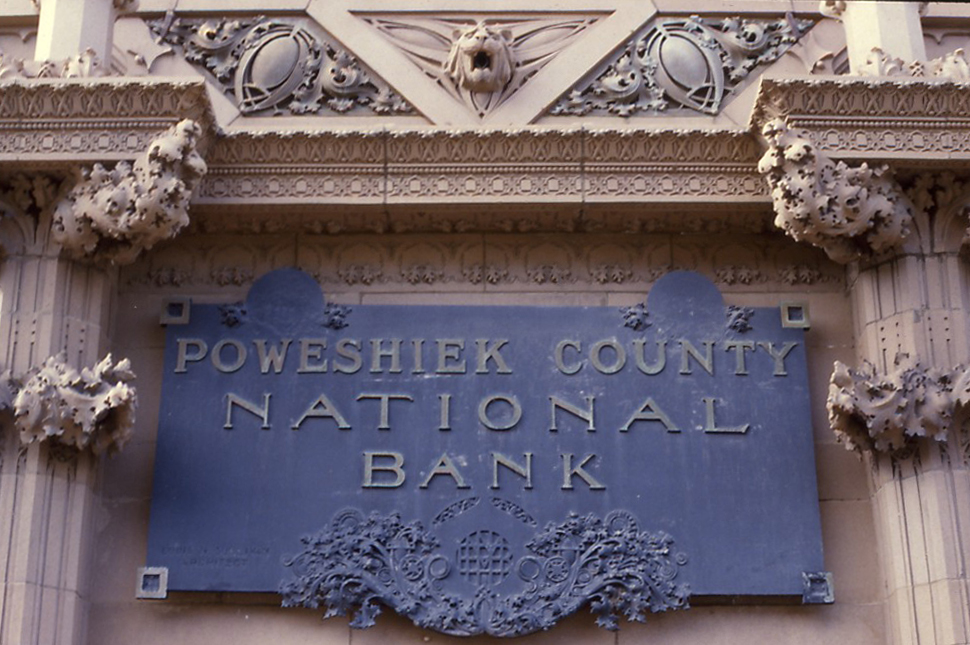
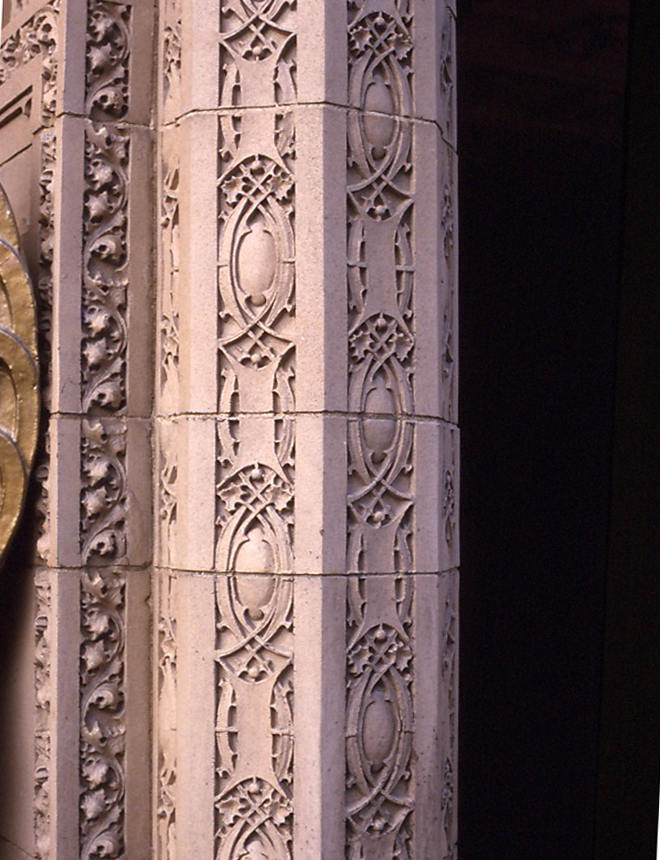
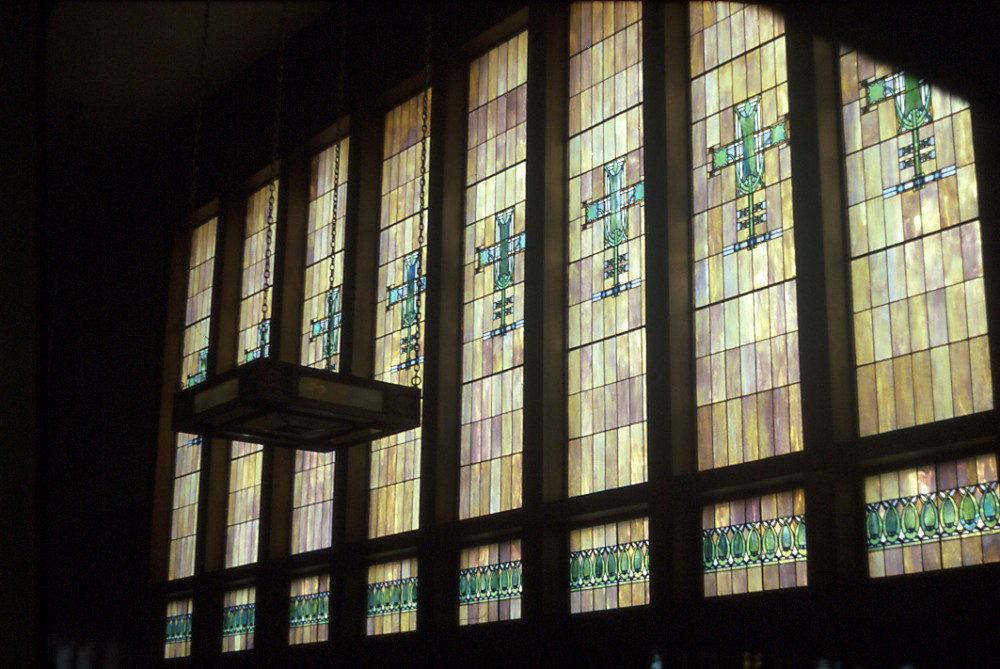